# Ernst Freiberger-Stiftung
Die Ernst Freiberger-Stiftung wurde 1994 durch den Unternehmer Ernst Freiberger in Berlin gegründet und engagiert sich sozial, kulturell und gesellschaftlich. Als besonders öffentlichkeitswirksam ist die „Straße der Erinnerung“ im Berliner Spreebogen (Moabit) hervorzuheben: Mit von namhaften Künstlern wie Heinrich Drake und Bernhard Heiliger geschaffenen Büsten werden hier bedeutende Persönlichkeiten des 20. Jahrhunderts gewürdigt: Georg Elser, Thomas Mann, Ludwig Mies van der Rohe, Walther Rathenau, Albrecht Haushofer, Edith Stein, Konrad Zuse, Ludwig Erhard, Albert Einstein, Käthe Kollwitz und Helmut Kohl.
Neben der Denkmalerrichtung bemüht sich die Stiftung um die Integration älterer Menschen und ist Herausgeber einer wissenschaftlichen Schriftenreihe zu gesellschaftspolitisch relevanten Problemfragen. Diese werden zudem in regelmäßigen Abständen im „Ameranger Disput“ durch namhafte Experten diskutiert.
Ebenso betreibt die Stiftung das Museum EFA Mobile Zeiten in Amerang.

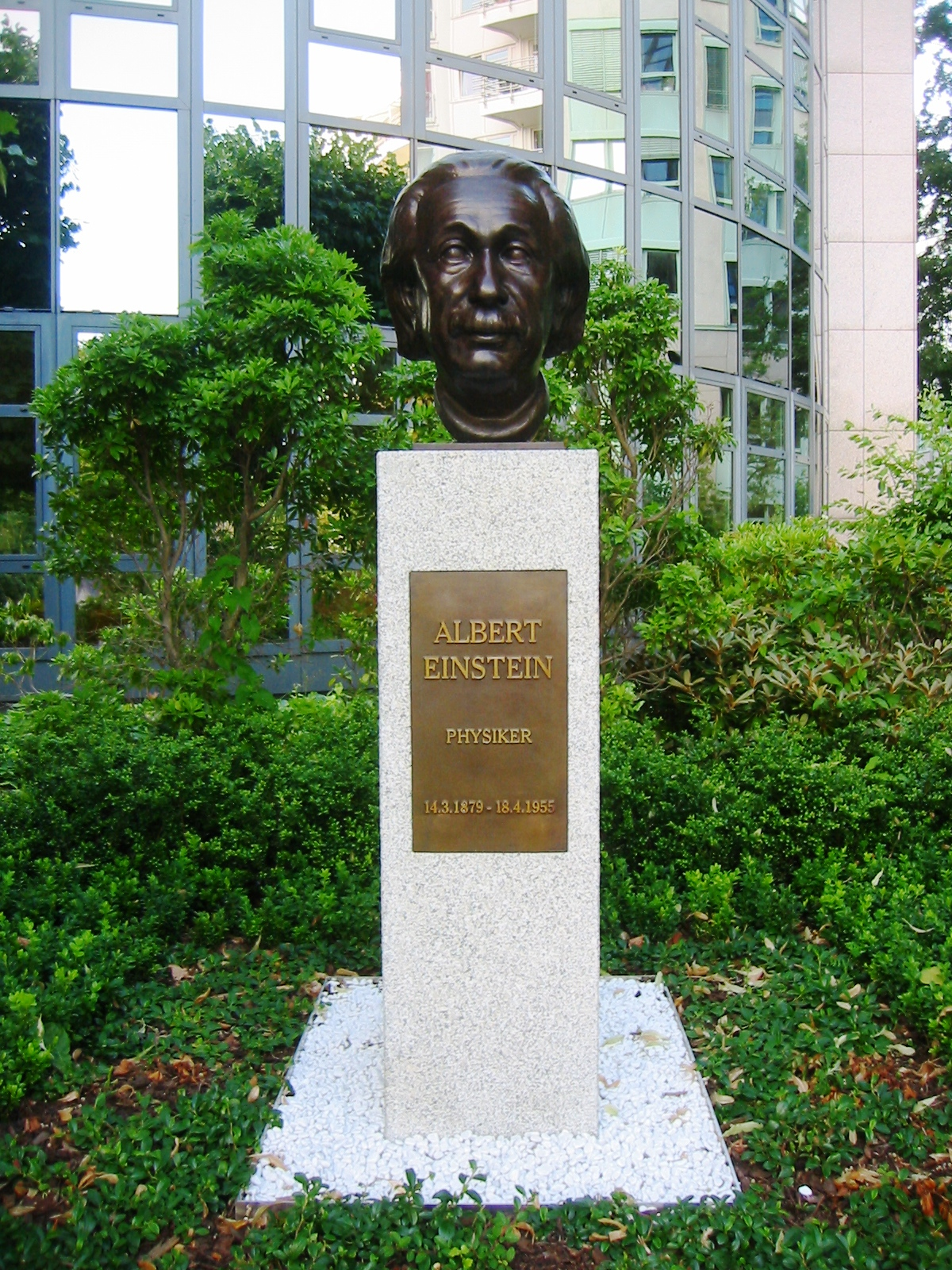
Albert Einstein
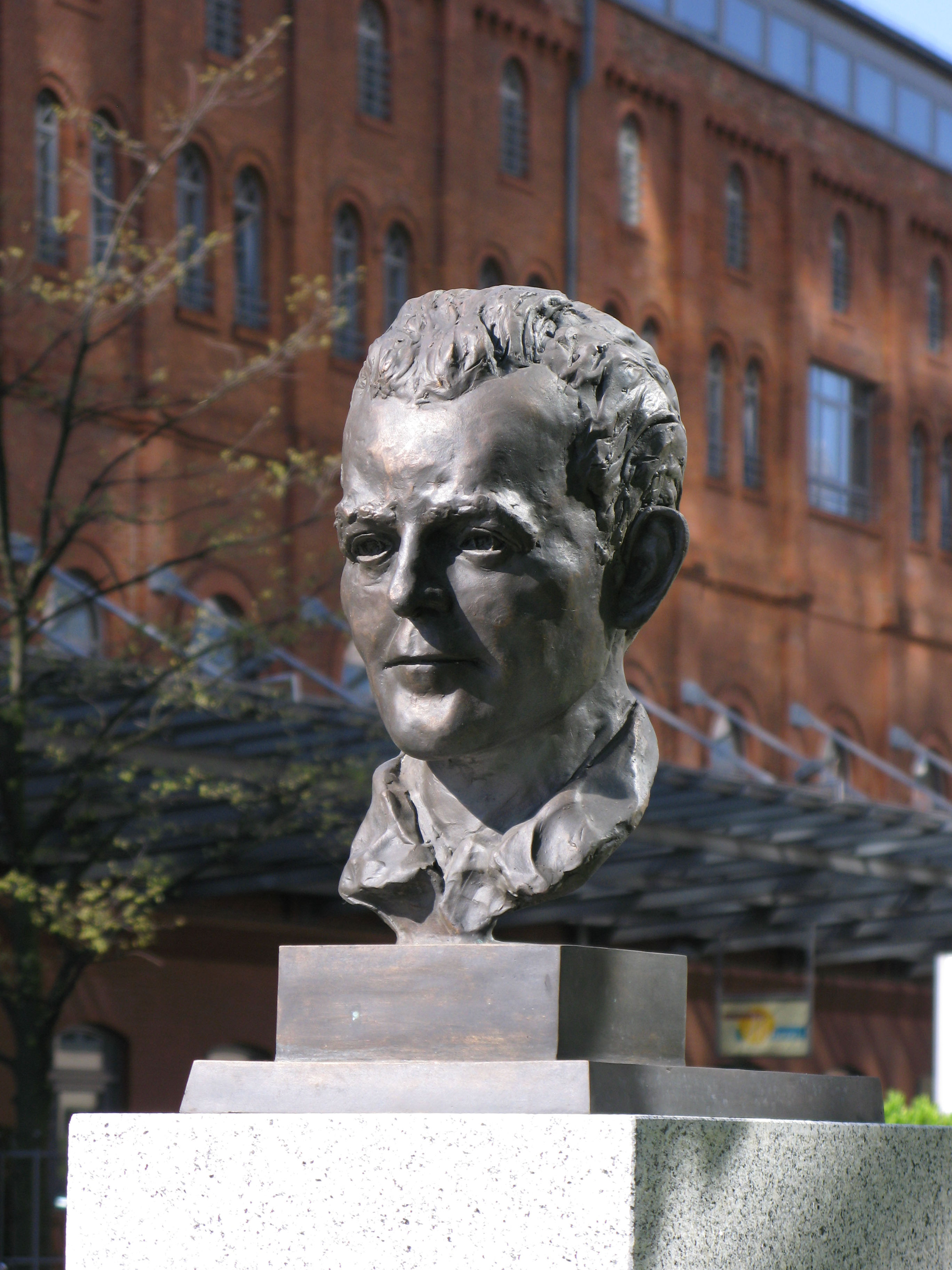
Georg Elser von Kay Winkler
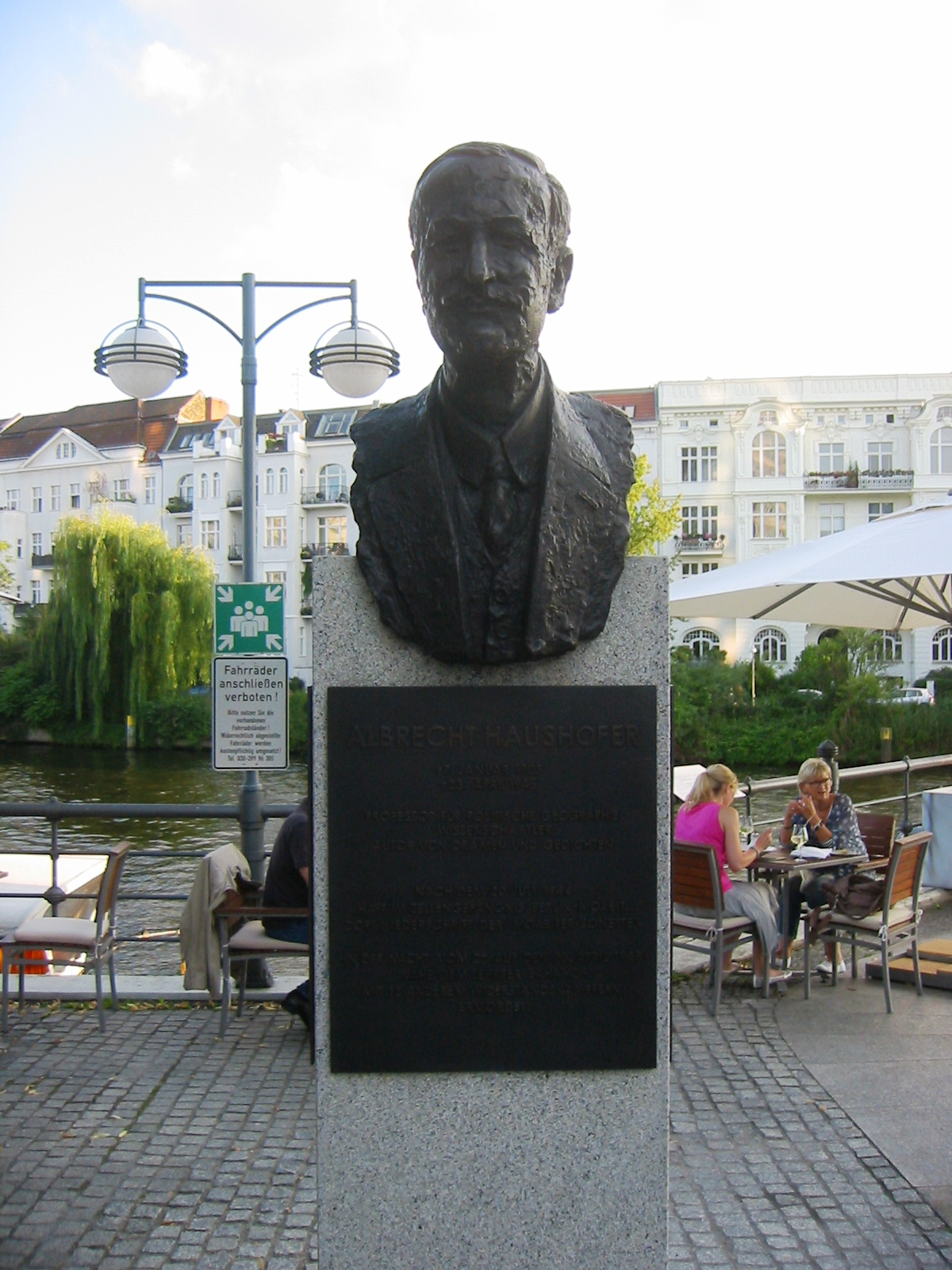
Albrecht Haushofer von Josef Nálepa
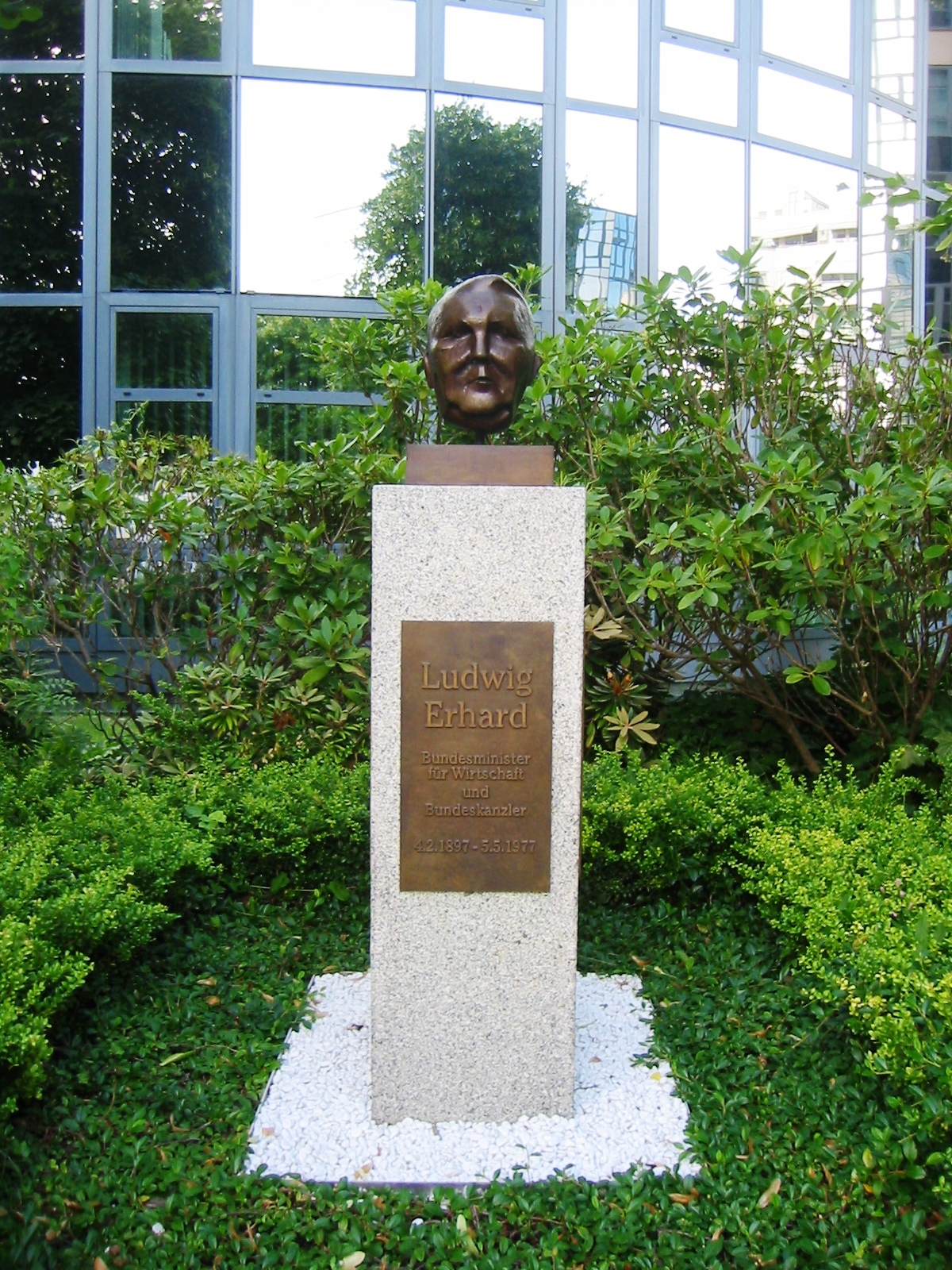
Ludwig Erhard
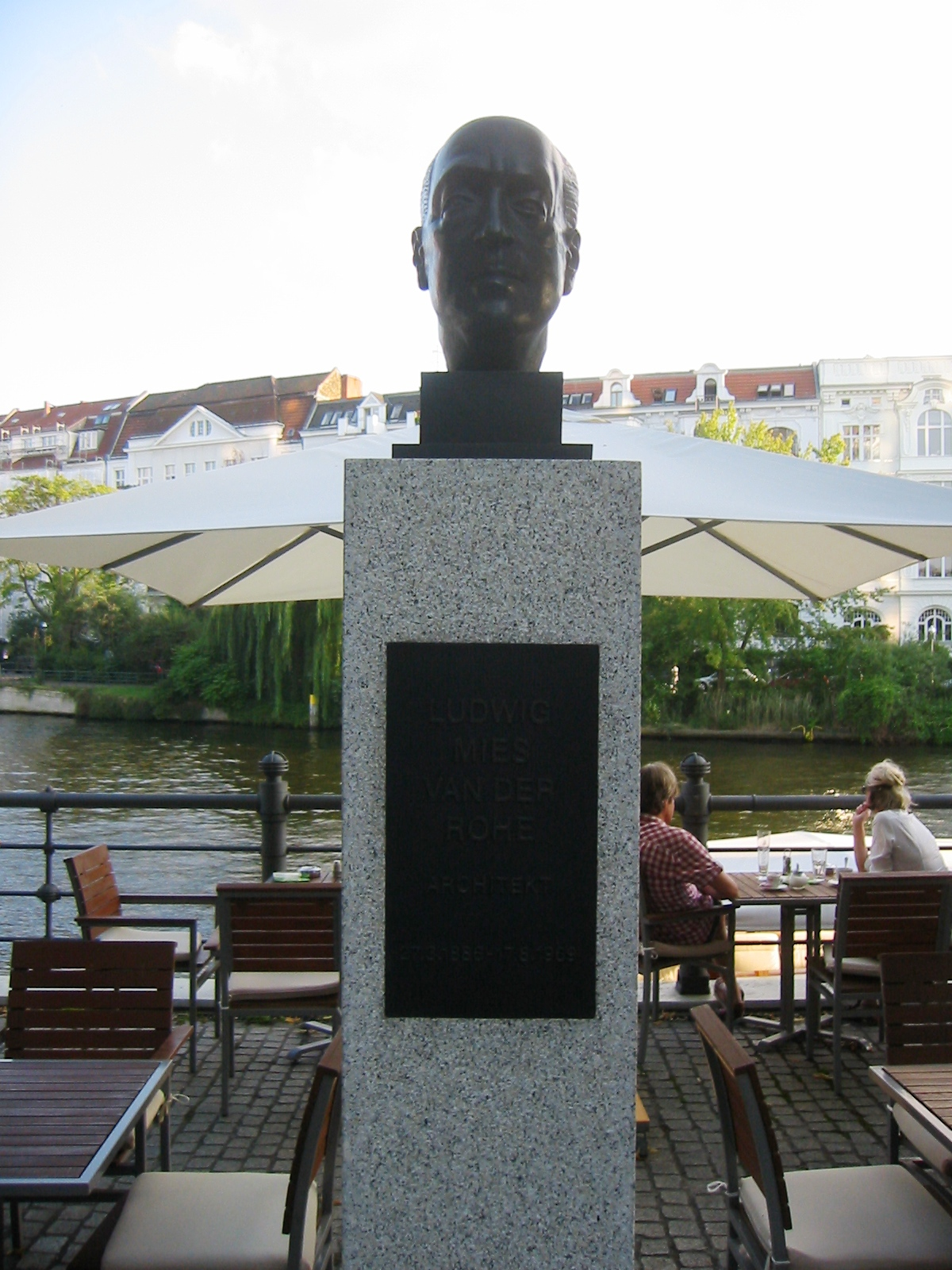
Ludwig Mies van der Rohe
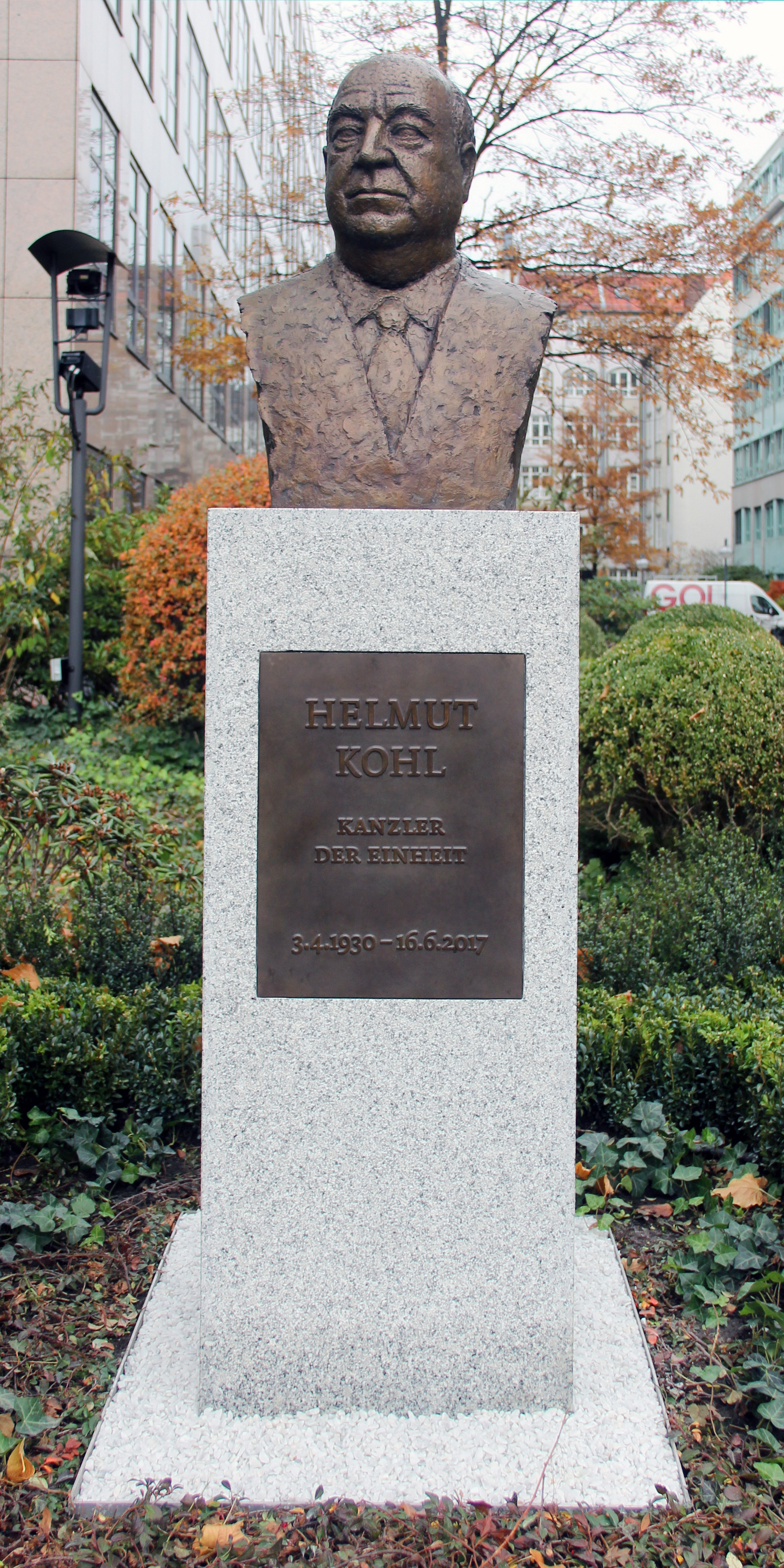
Helmut Kohl von Christine Dewerny